# Kulturåret 1821

## Händelser
- 23 januari – Wolfgang Amadeus Mozarts opera Figaros bröllop har Sverigepremiär på Kungliga Tetatern.[1]
- 18 juni – Carl Maria von Webers opera Friskytten uruppförs på Königliches Schauspielhaus i Berlin.
- okänt datum – Per Daniel Amadeus Atterbom publicerar dikten Fridsrop i Poetisk kalender för 1821, i ett försök till försoning mellan fosforisterna och klassikerna.

## Pristagare
- Svenska Akademiens stora pris – Carl Gustaf von Brinkman

## Nya verk
- Liljor i Saron av Erik Johan Stagnelius
- Guldfågel i Paradis av Carl Jonas Love Almqvist
- Wilhelm Meisters Wanderjahre av Johann Wolfgang von Goethe

## Födda
- 19 januari – Ferdinand Gregorovius (död 1891), tysk historiker och författare.
- 22 januari – Franz Schönthaler (död 1904), österrikisk skulptör.
- 12 mars – Medo Pucić (död 1882), kroatisk poet och politiker.
- 18 mars – Johan Fredrik Lundgrén (död 1885), svensk skådespelare och lustspelsförfattare.[2]
- 1 april – Geskel Saloman (död 1902), svensk konstnär.
- 2 april – Georgi Rakovski (död 1867), bulgarisk poet och frihetskämpe.
- 9 april – Charles Baudelaire (död 1867), fransk poet, författare och litteraturkritiker.
- 16 april – Ford Madox Brown (död 1893), brittisk målare.
- 2 maj – Jens Andreas Friis (död 1896), norsk författare och lingvist.
- 6 maj – Emelie Holmberg (död 1854), svensk-amerikansk tonsättare, sångare, pianist och pedagog.
- 15 maj – Josef Wilhelm Wallander (död 1888), svensk målare.
- 25 maj – Diederich Krug (död 1880), tysk pianist och kompositör.
- 27 juni – August Conradi (död 1873), tysk tonsättare och organist.
- 13 juli – Jean Kullin (död 1868), svensk pianist och tonsättare.
- 18 juli – Pauline Viardot-García (död 1910), fransk sångare och tonsättare.
- 22 juli – Cesare Dell'Acqua (död 1905), italiensk målare.
- 4 september – Wladimir Swertschkoff (död 1888), rysk-finsk målare.
- 5 september – Gustaf Carleman (död 1911), svensk bildkonstnär och grafiker.
- 27 september – Henri Frédéric Amiel (död 1881), schweizisk författare.
- 8 oktober – Friedrich Kiel (död 1885), tysk tonsättare.
- 13 oktober – Oscar Byström (död 1909), svensk tonsättare och pianist.
- 4 oktober – Fanny Stål (död 1889), svensk pianist.
- 20 oktober – Emilio Arrieta (död 1894), spansk tonsättare.
- 11 november – Fjodor Dostojevskij (död 1881), rysk författare.
- 4 december – Nikolaj Nekrasov (död 1878), rysk poet.
- 12 december – Gustave Flaubert (död 1880), fransk romanförfattare.
- 22 december – Giovanni Bottesini (död 1889), italiensk tonsättare och kontrabasist.

## Avlidna
- 14 januari – Jens Zetlitz (född 1761), norsk poet
- 21 januari – Henric Bratt d.y. (född 1758), svensk militär, bruksägare och violinist och tonsättare.
- 23 februari – John Keats (född 1795), brittisk poet.
- 15 mars
  - Abraham Niclas Edelcrantz (född 1789), svensk ämbetsman, teaterchef, skald och ledamot av Svenska Akademien.
  - Johan Fredrik Palm (född 1753), svensk pianist och tonsättare.
- 17 mars – Louis de Fontanes (född 1757), fransk statsman och skald.
- 1 augusti – Elizabeth Inchbald (född 1753), engelsk författare, dramatiker och skådespelare.
- 24 augusti – John Polidori (född 1795), italiensk-engelsk författare och läkare.
- 22 september – Louise-Rosalie Dugazon (född 1755), fransk skådespelare, sångare och dansös.
- 10 november – Andreas Romberg (född 1767), tysk tonsättare och violinist.